# Mabuyini
Mabuyini – plemię jaszczurek z podrodziny Lygosominae w obrębie rodziny scynkowatych (Scincidae).

## Zasięg występowania
Plemię obejmuje gatunki występujące w Ameryce, Afryce i Azji; jeden gatunek (Heremites auratus) także na niewielkim obszarze południowo-wschodniej Europy.

## Podział systematyczny
Do plemienia należą następujące rodzaje: 

- Alinea Hedges & Conn, 2012
- Aspronema Hedges & Conn, 2012
- Brasiliscincus Hedges & Conn, 2012
- Capitellum Hedges & Conn, 2012
- Chioninia Gray, 1845
- Copeoglossum Tschudi, 1845
- Dasia Gray, 1839
- Eumecia Bocage, 1870
- Eutropis Fitzinger, 1843
- Exila Hedges & Conn, 2012 – jedynym przedstawicielem jest Exila nigropalmata (Andersson, 1918)
- Heremites Gray, 1845
- Lubuya Horton, 1972 – jedynym przedstawicielem jest Lubuya ivensii (Bocage, 1879)
- Mabuya Fitzinger, 1826
- Manciola Hedges & Conn, 2012 – jedynym przedstawicielem jest Manciola guaporicola (Dunn, 1935)
- Maracaiba Hedges & Conn, 2012
- Marisora Hedges & Conn, 2012
- Notomabuya Hedges & Conn, 2012 – jedynym przedstawicielem jest Notomabuya frenata (Cope, 1862)
- Orosaura Hedges & Conn, 2012 – jedynym przedstawicielem jest Orosaura nebulosylvestris (Miralles, Rivas Fuenmayor, Bonillo, Schargel, Barros, García-Pérez & Barrio-Amorós, 2009)
- Panopa Hedges & Conn, 2012
- Psychosaura Hedges & Conn, 2012
- Spondylurus Fitzinger, 1826
- Toenayar  – jedynym przedstawicielem jest Toenayar novemcarinata (Anderson, 1871)
- Trachylepis Fitzinger, 1843
- Vietnascincus Darevsky & Orlov, 1994 – jedynym przedstawicielem jest Vietnascincus rugosus Darevsky & Orlov, 1994